# Festiwal Dzieje się
Festiwal Dzieje się – polski festiwal kulturalny organizowany od 2023 głównie w mieście i gminie Nowa Ruda w powiecie kłodzkim (województwo dolnośląskie); we Wzgórzach Włodzickich.
Podczas festiwalu odbywają się: happeningi, koncerty, pokazy filmowe, prezentacje, spektakle teatralne, warsztaty, wystawy; wszystko wokół obszarów wyrażonych w hasłach: dźwięk, kreacja, natura, obraz, słowo, technologia, wizja.
Festiwal Dzieje się nawiązuje do tradycji noworudzkiego Festiwalu Studentów Szkół Artystycznych z lat 70. XX w. oraz Noworudzkich Biegunów Kultury z lat 2015-2017. Misją festiwalu jest inicjowanie do aktywności mieszkańców oraz lokalnego samorządu, promowanie regionu i integracja społeczności poprzez kulturę.

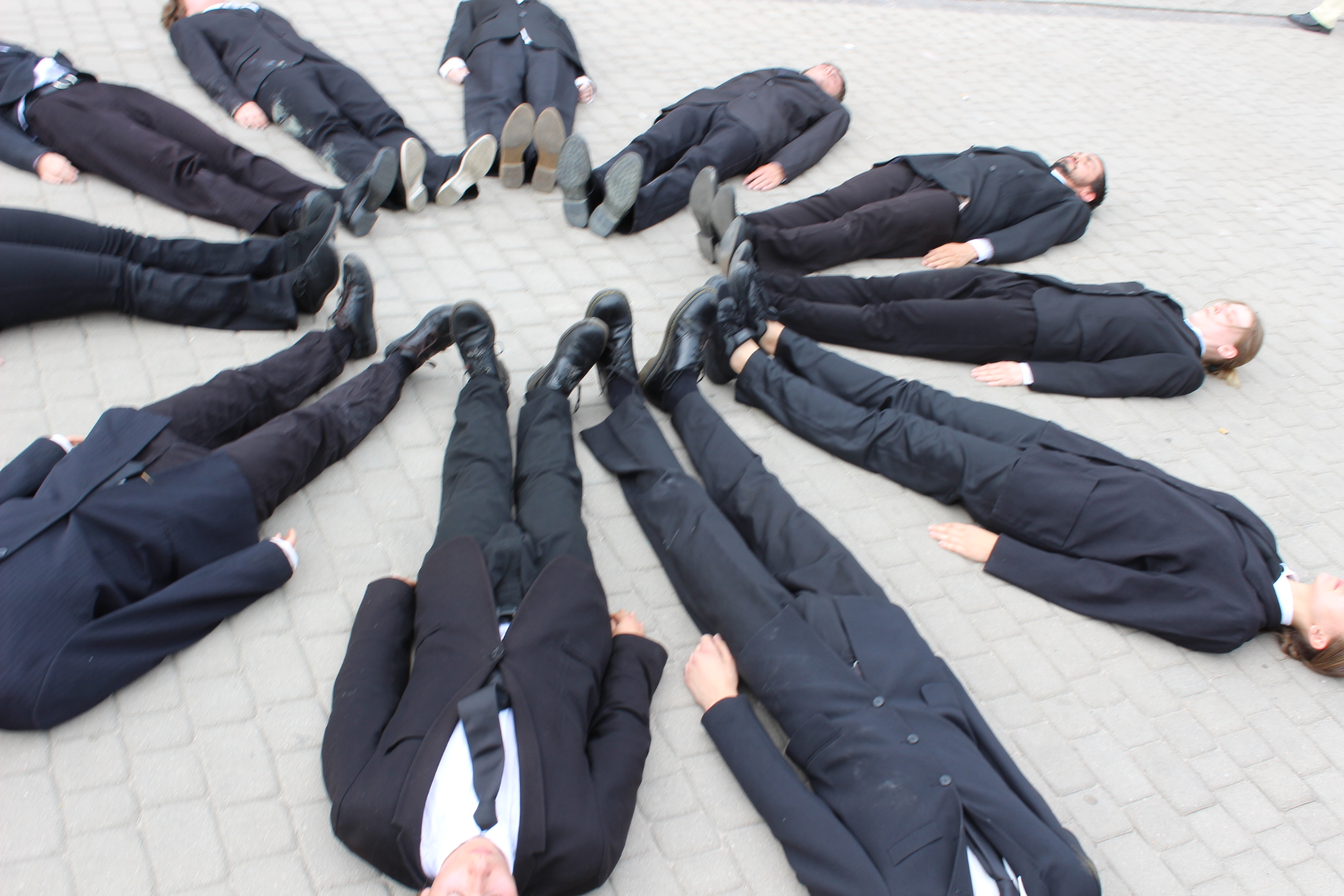
Spektakl uliczny GO! (2024)
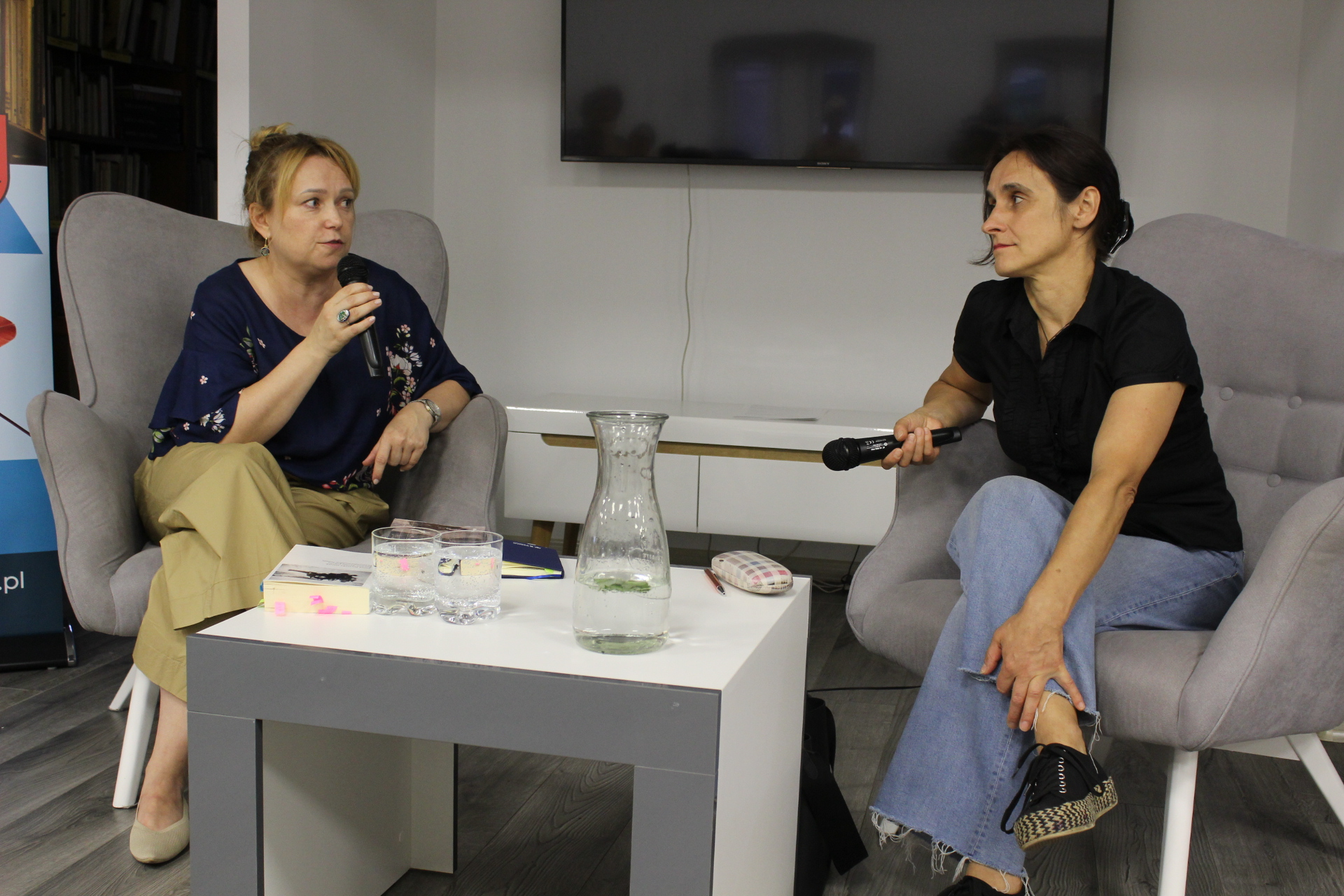
Aneta Prymaka-Oniszk (2024)
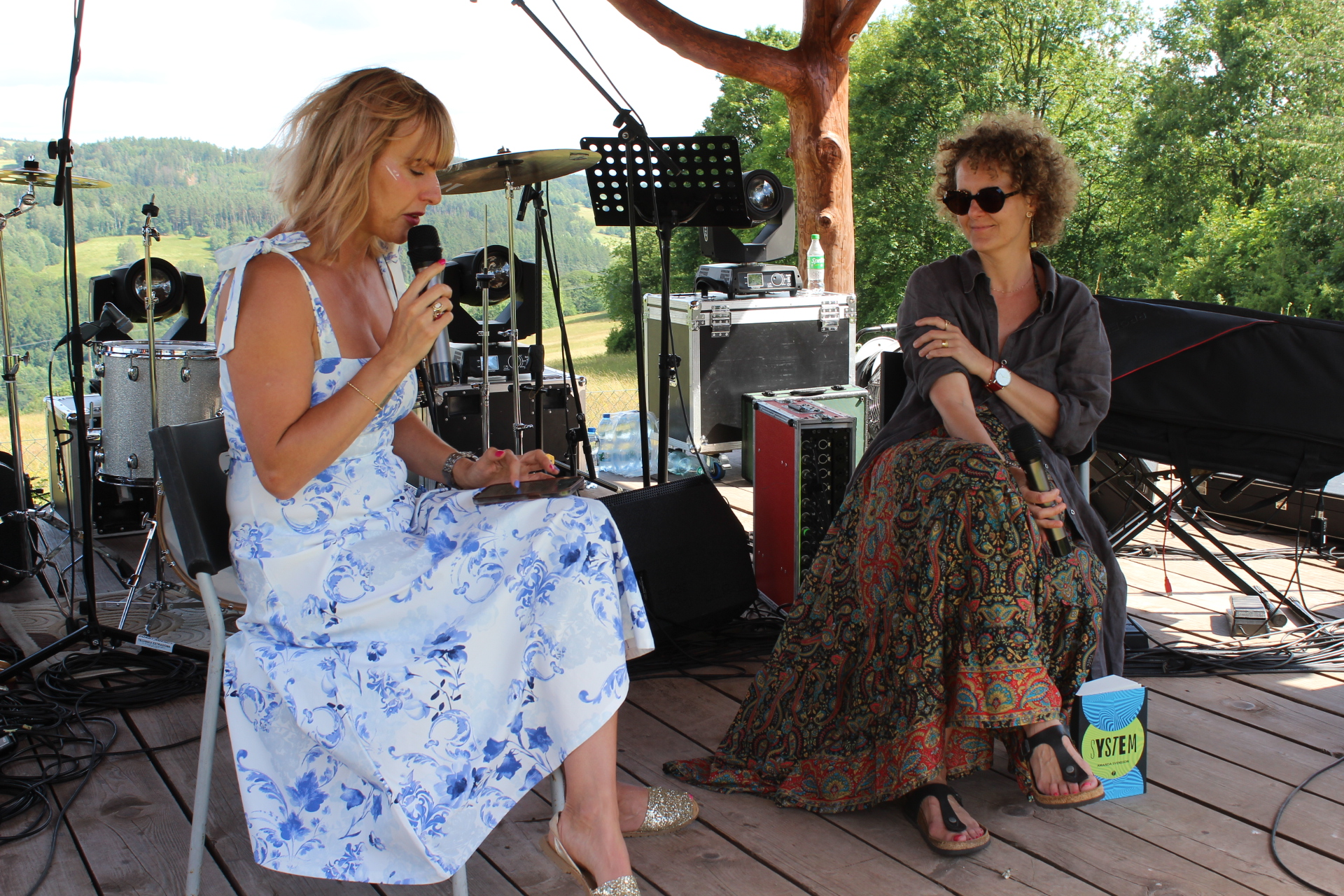
Justyna Czechowska (2024)
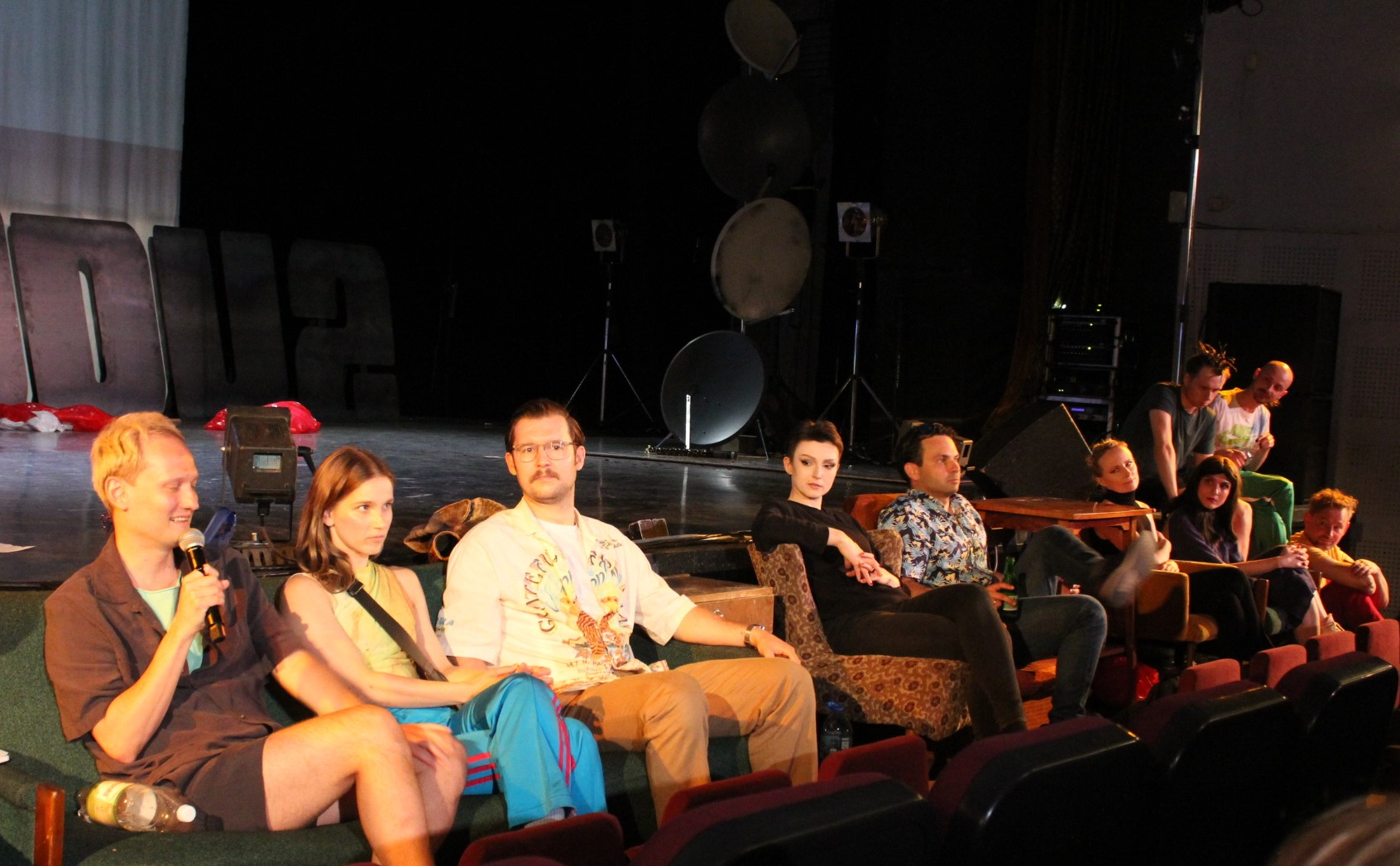
Spektakl Ancora Tu (2024)
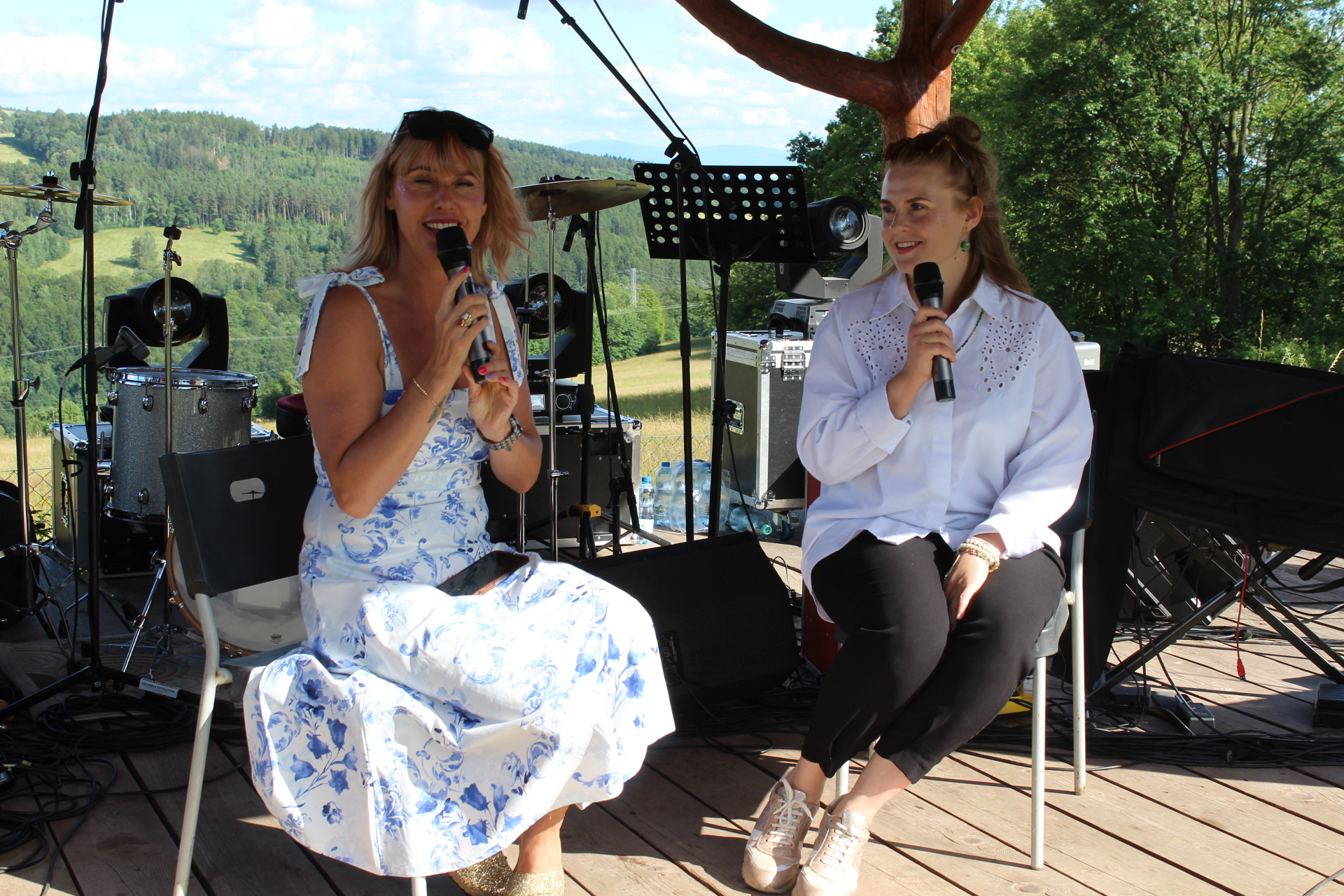
Martyna Witowska (2024)
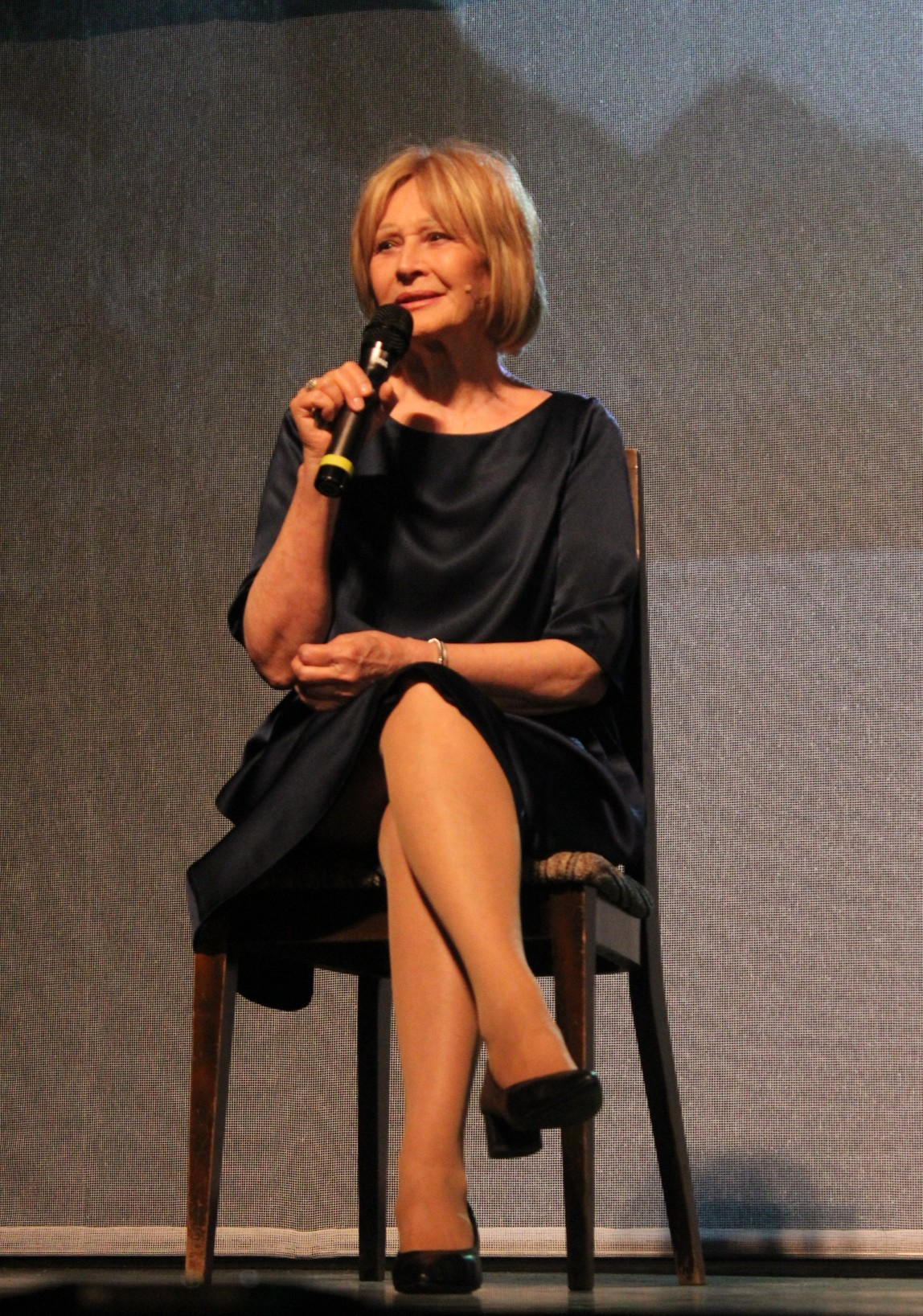
Grażyna Barszczewska (2025)
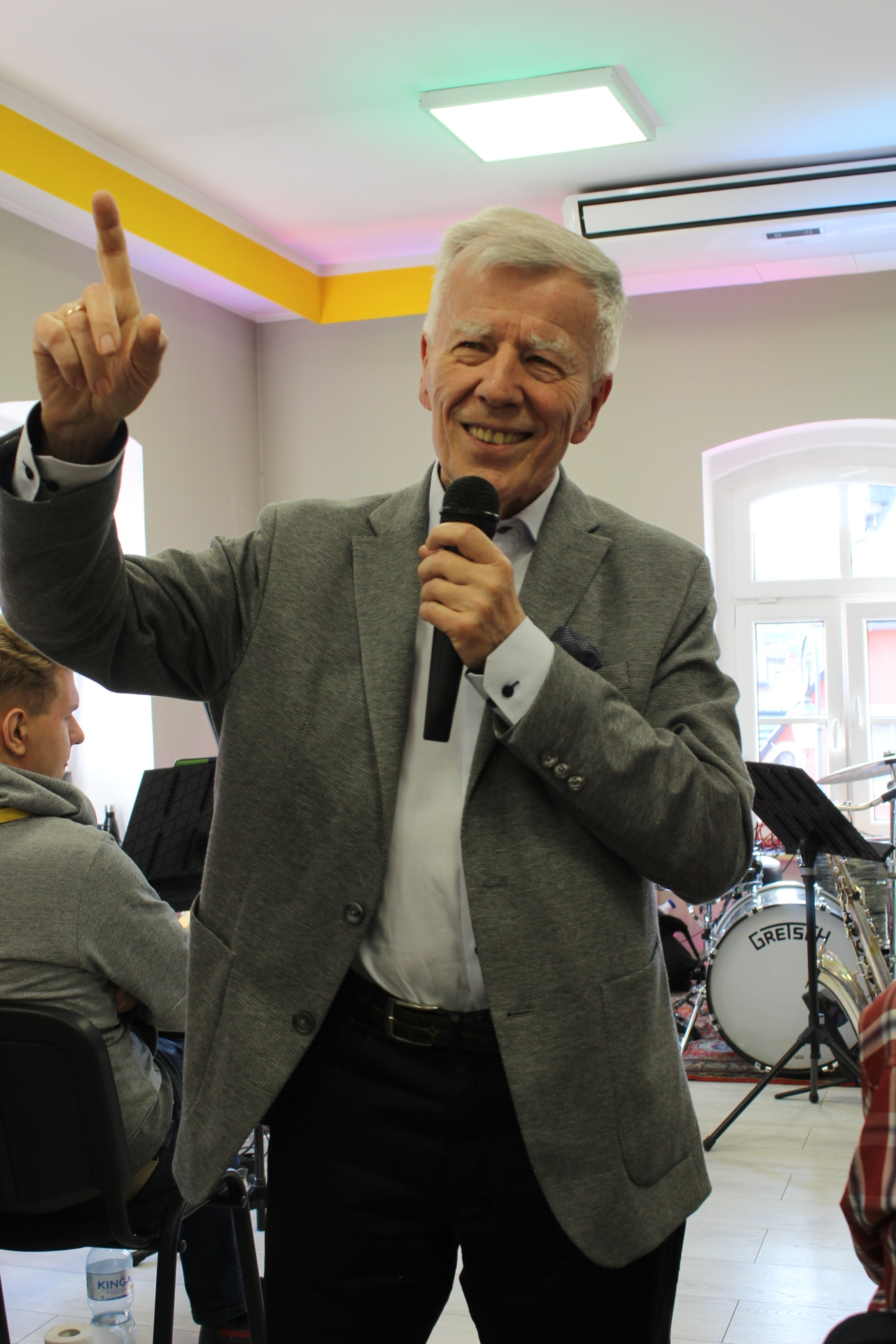
Jan Miodek (2025)
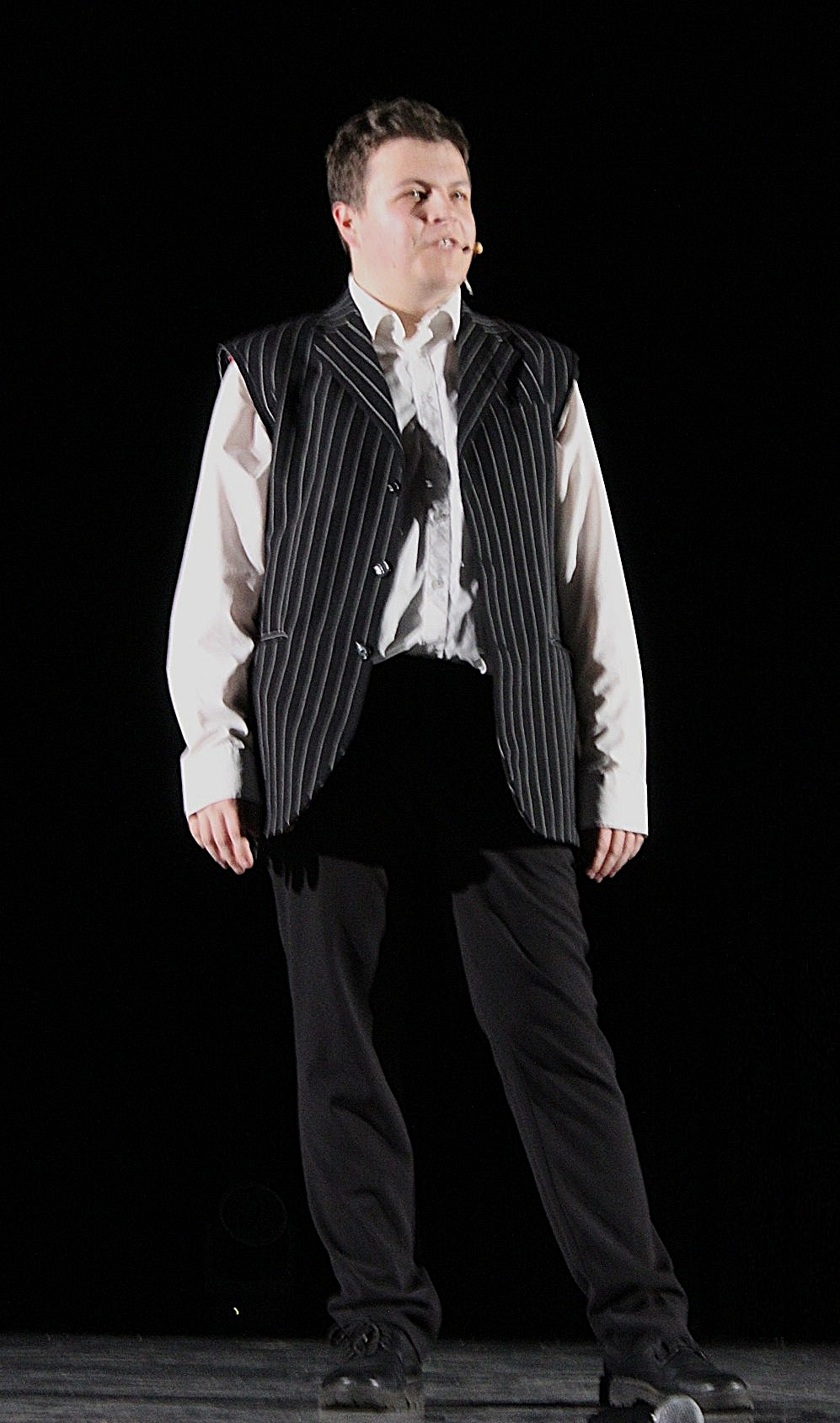
Kamil Biniek Bieda szyby (2025)
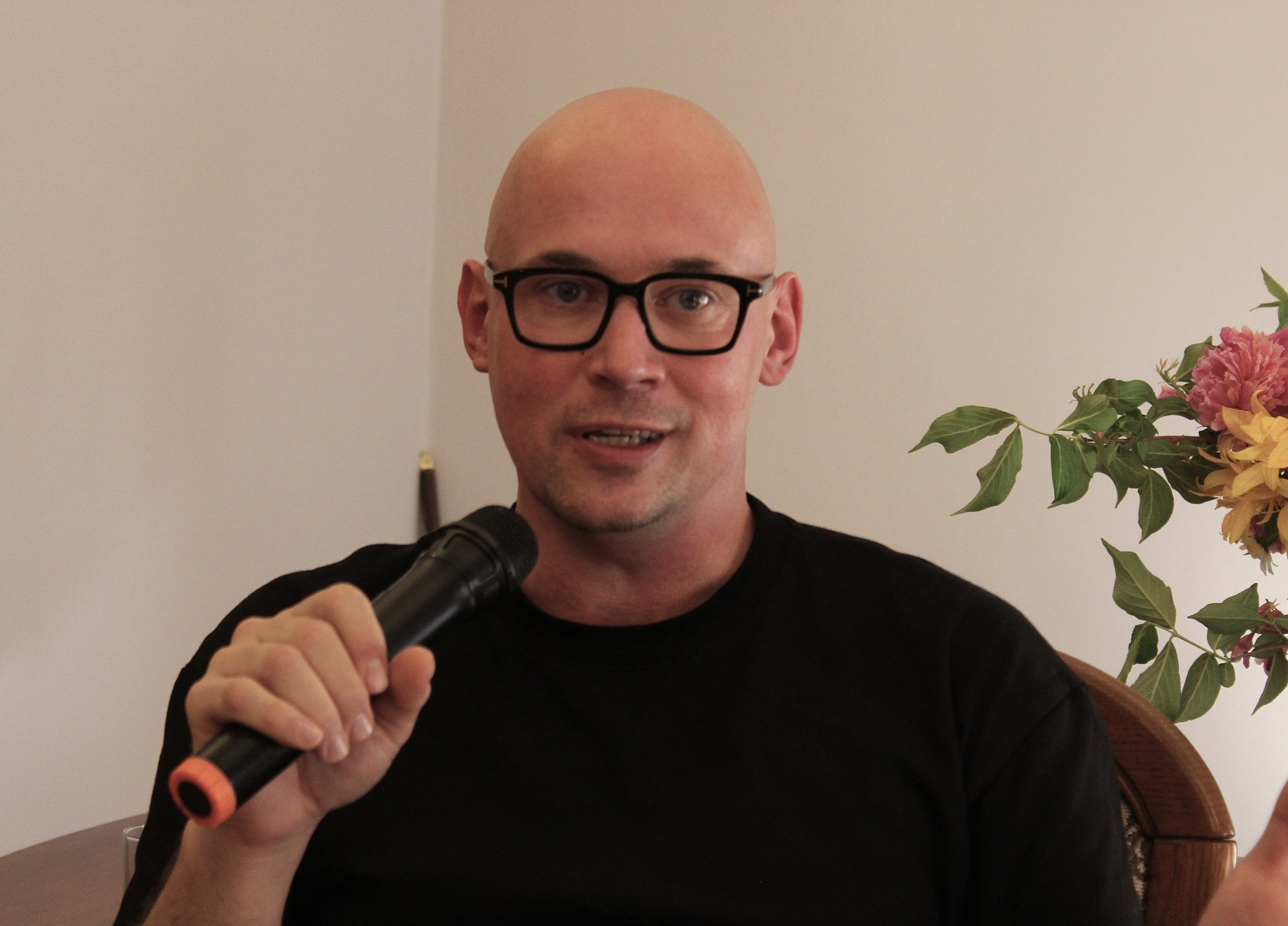
Marcin Margielewski (2025)
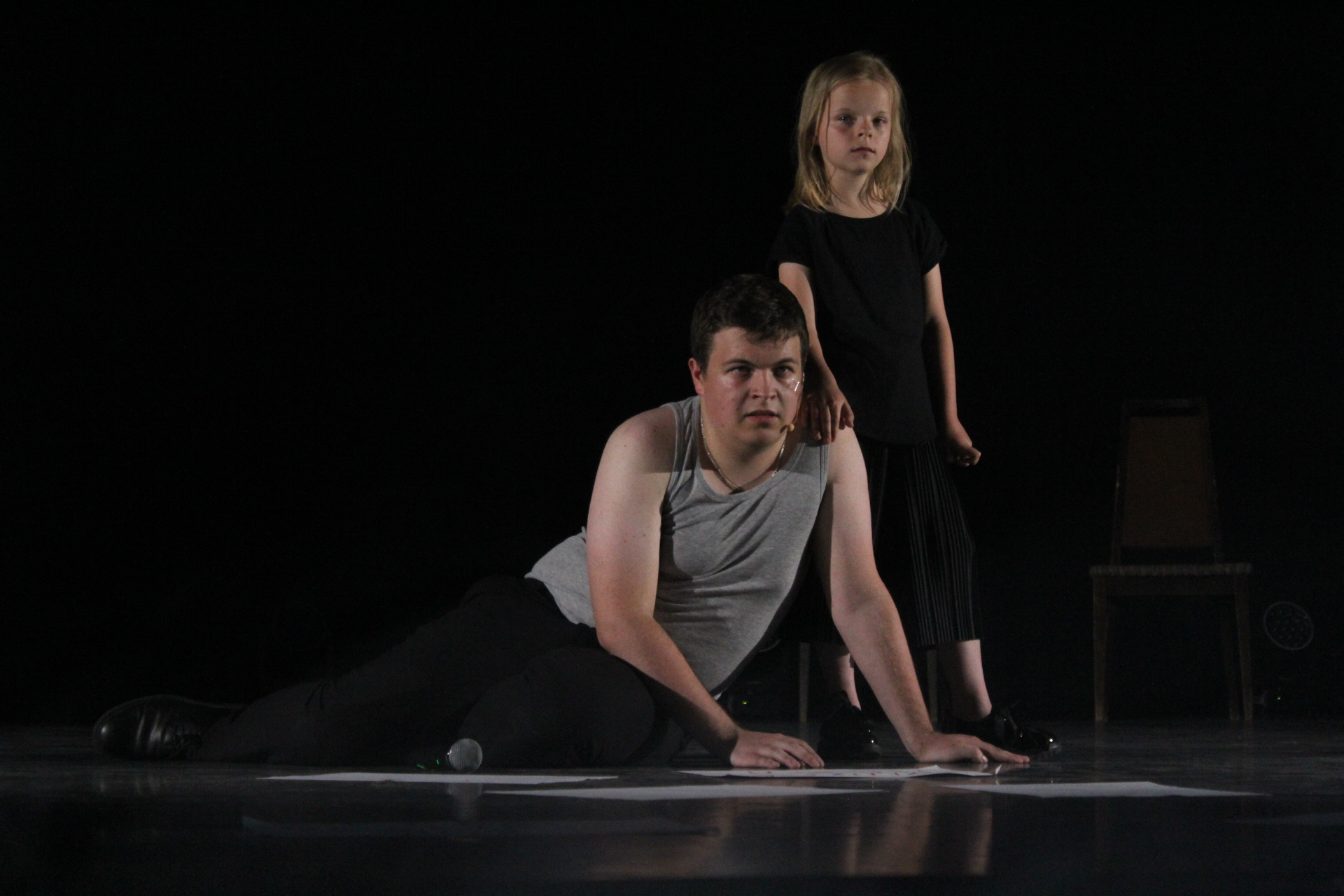
Spektakl Bieda szyby (2025)
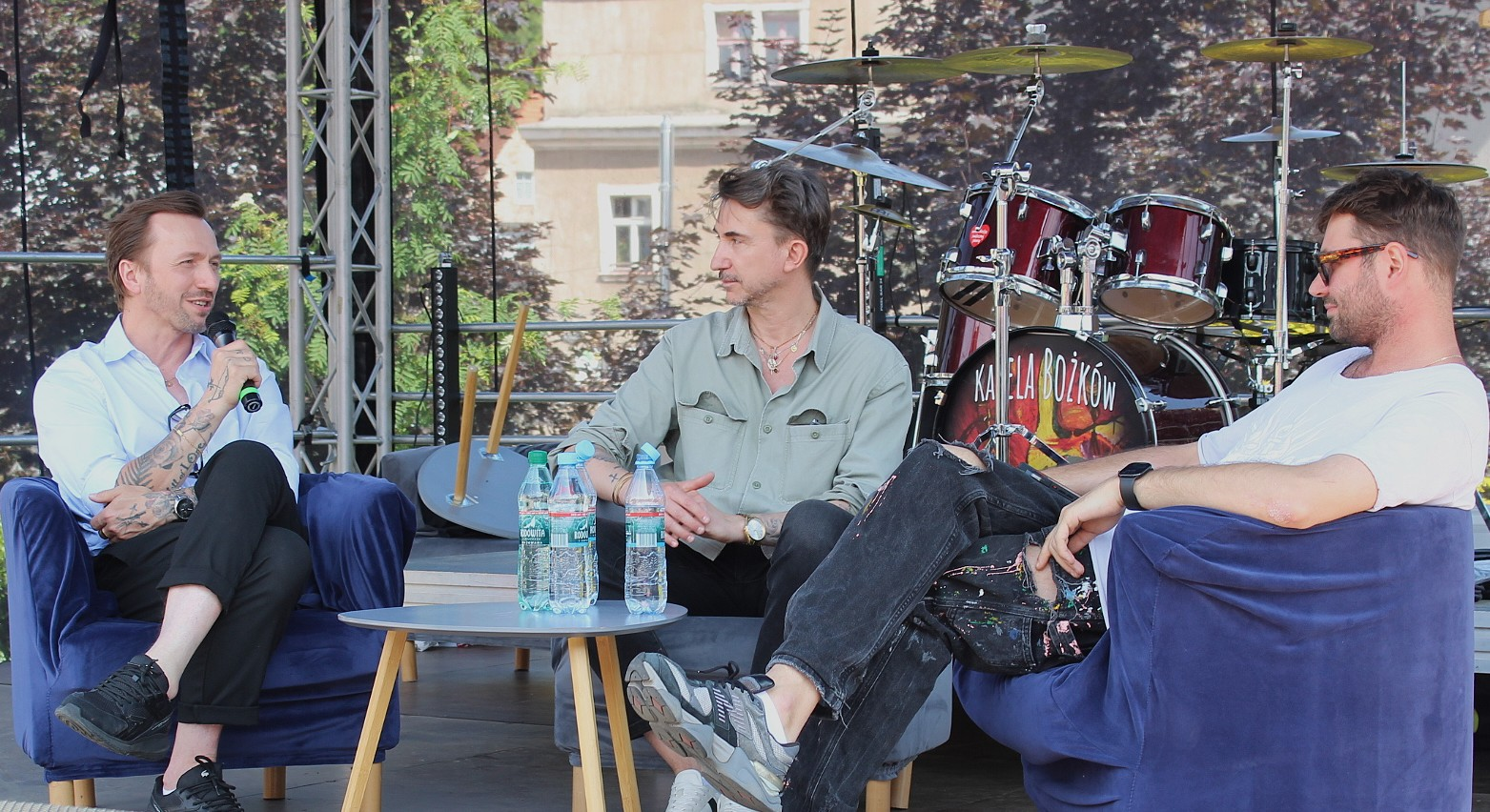
Paprocki & Brzozowski (2025)
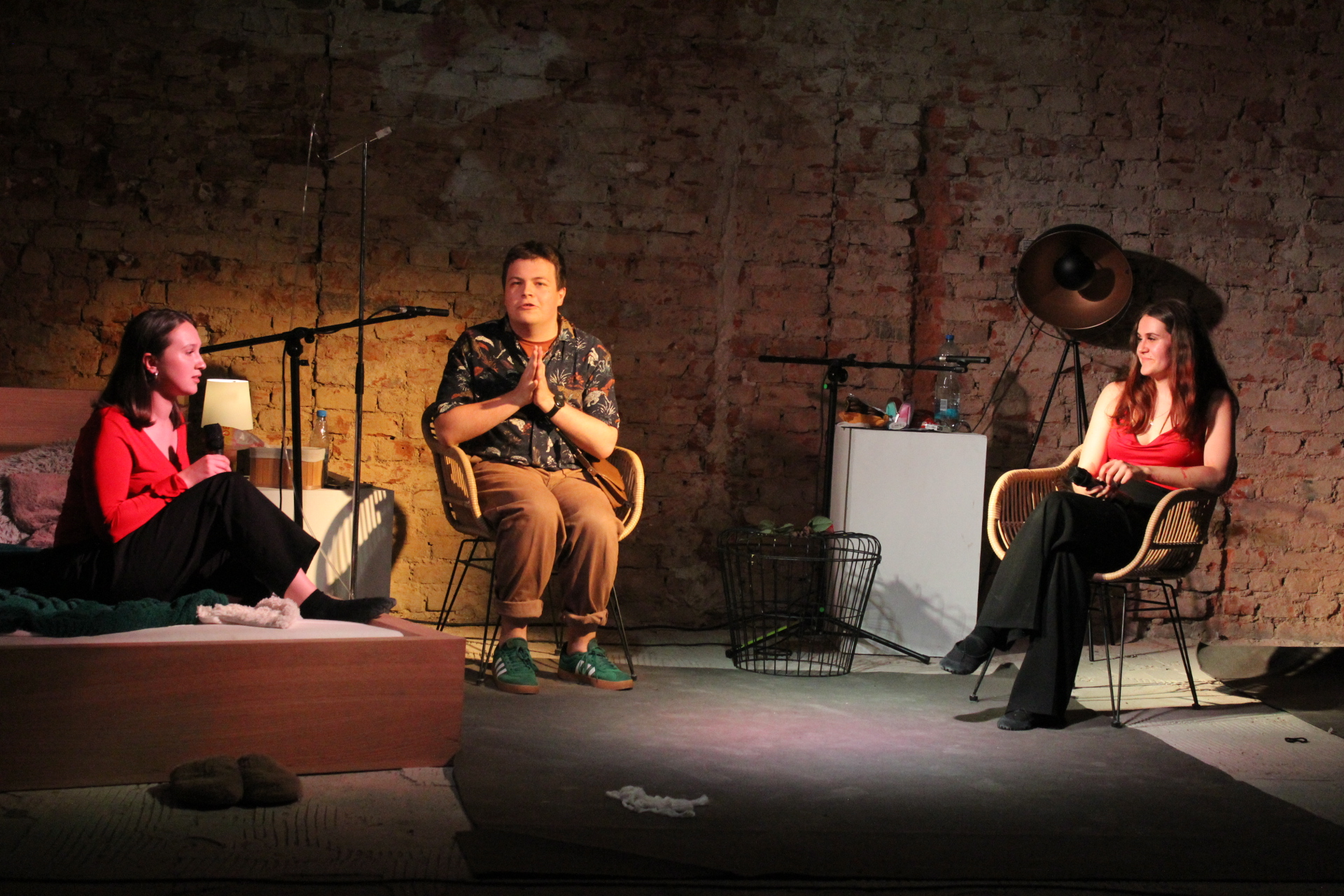
Dotyk cienia D. Traczyk, J. Jaroszewska (2025)
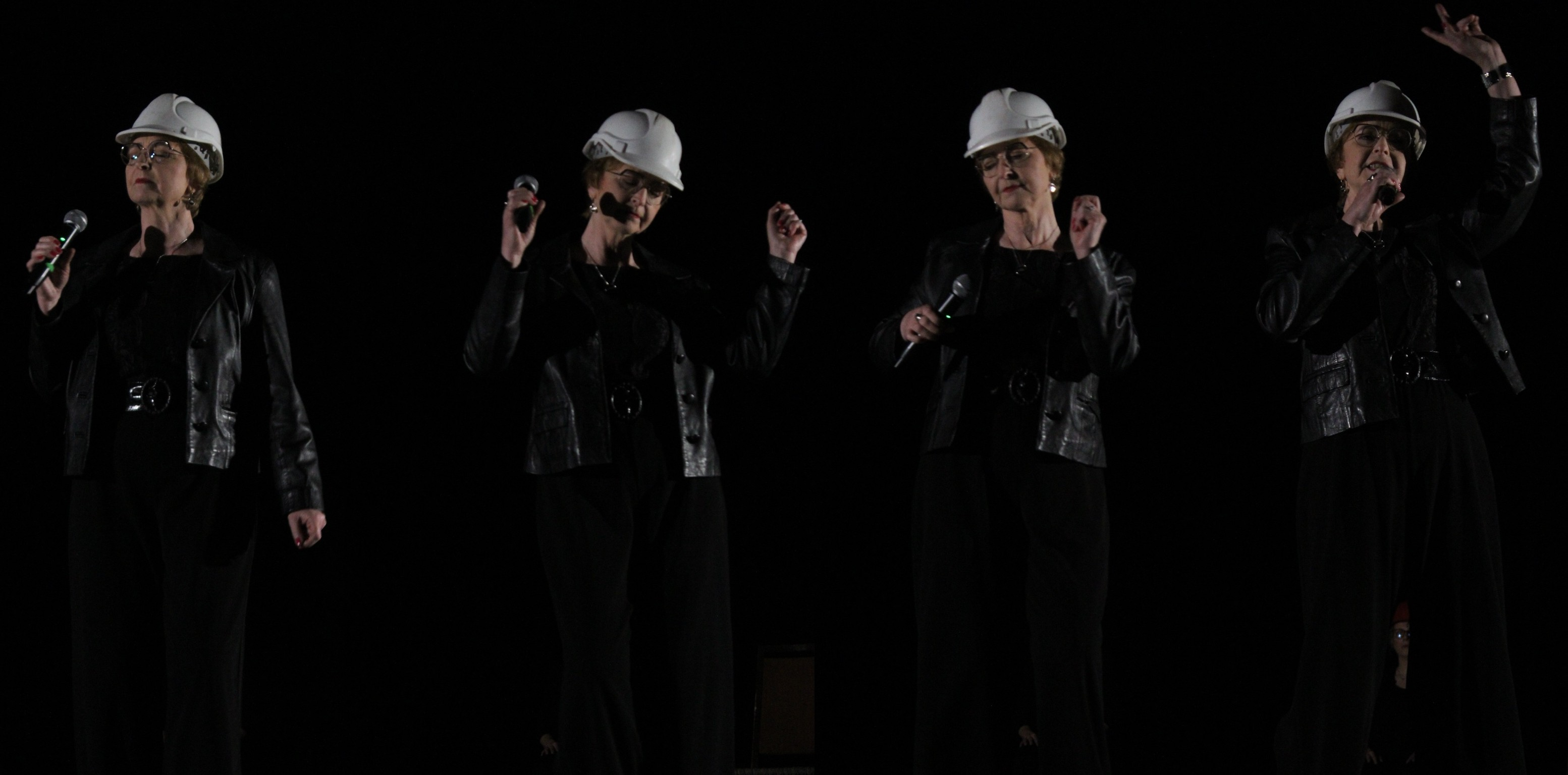
Bożena Maksylewicz (2025)
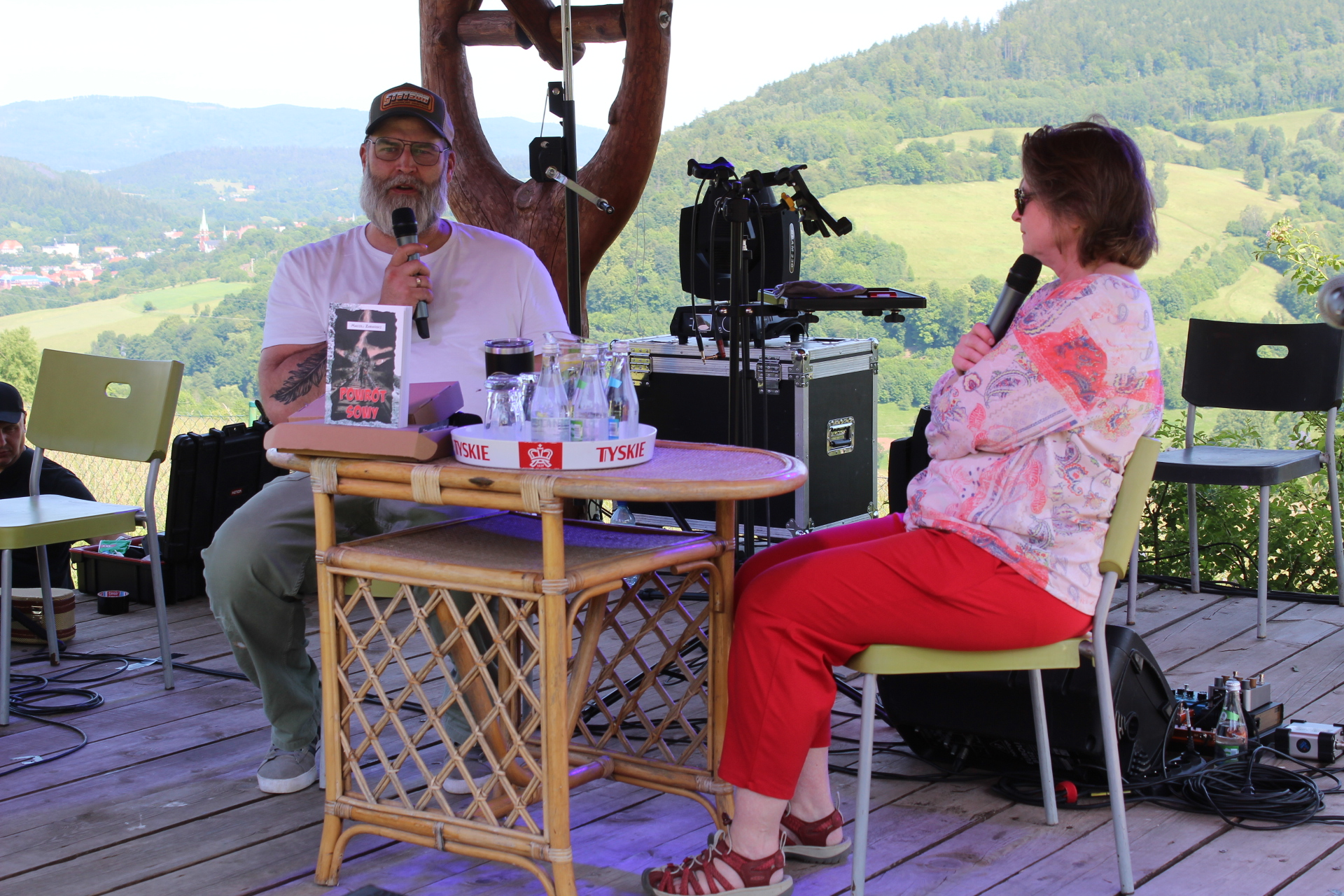
Maciej Zarański (2025)

## Edycja I – 2023
| Edycja – rok | Data                                                           | Miejscowość         | Goście | Zdjęcia |
| ------------ | -------------------------------------------------------------- | ------------------- | --- | ------- |
| I – 2023     | 23-25 czerwca                                                  | Nowa Ruda, Rzędzina | Jerzy Antkowiak, Kamil Bieniek, Jacek Bodziony, Mikołaj i Wojciech Birek, Jacek Cichański, Justyna Czechowska, Piotr Głowacki, Danuta Gołdon-Legler (Teatr William-Es), Edward Gramont (Teatr Terminus A Quo), Grupa Alfa-Art, Julia Jaroszewska-Świtaj, Józef Kmita, Orina Krajewska, Maciej Mańkowski, Rafał Różewicz, Filip Springer, Dorota Traczyk, Grzegorz i Monika Wasowscy, Radosław Wiśniewski, Martyna Witowska |         |
|              | Zobacz multimedia związane z tematem: Festiwal Dzieje się 2023 |                     | |         |

## Edycja II – 2024
| Edycja – rok | Data                                                           | Miejscowość         | Goście | Zdjęcia |
| ------------ | -------------------------------------------------------------- | ------------------- | --- | ------- |
| II – 2024    | 17-23 czerwca                                                  | Nowa Ruda, Rzędzina | Weronika Dobrzaniecka, Kamil Bieniek, Jacek Cichański,Edward Gramont (Teatr Terminus A Quo), Aleksandra Kutz, Łada Ponikowska, Aneta Prymaka-Oniszk, Teatr Dramatyczny im. Jerzego Szaniawskiego w Wałbrzychu, Marta Zilbert |         |
|              | Zobacz multimedia związane z tematem: Festiwal Dzieje się 2024 |                     | |         |

## Edycja III – 2025
| Edycja – rok | Data                                                           | Miejscowość         | Goście | Zdjęcia |
| ------------ | -------------------------------------------------------------- | ------------------- | --- | ------- |
| III – 2025   | 12-21 czerwca                                                  | Nowa Ruda, Rzędzina | Grażyna Barszczewska, Kamil Bieniek, Rafał Brzowski, Jerzy Jan Ćwiertka, Agnieszka Dobkiewicz, Magdalena Dyderska, Galon Wychowanek, Katarzyna Grzyś, Julia Jaroszewska-Świtaj, Jupo, Kapela Bożków, Anna Krakowska, Piotr Kwiecień, Manx, Marcin Margielewski, Bożena Maksylewicz, Jan Miodek, Marcin Paprocki, Julia Pietrucha, Wioletta Samborska, Sygit Band, Olga Marta Szelc, Teatr Fieter, Teatr Terminus A Quo, Agnieszka Urbańska, Marta Zalewska, Maciej Zarański |         |
|              | Zobacz multimedia związane z tematem: Festiwal Dzieje się 2025 |                     | |         |